# USS LST-530
O USS LST-530 foi um navio de guerra norte-americano da classe LST que operou durante a Segunda Guerra Mundial.